# Veglio della Montagna

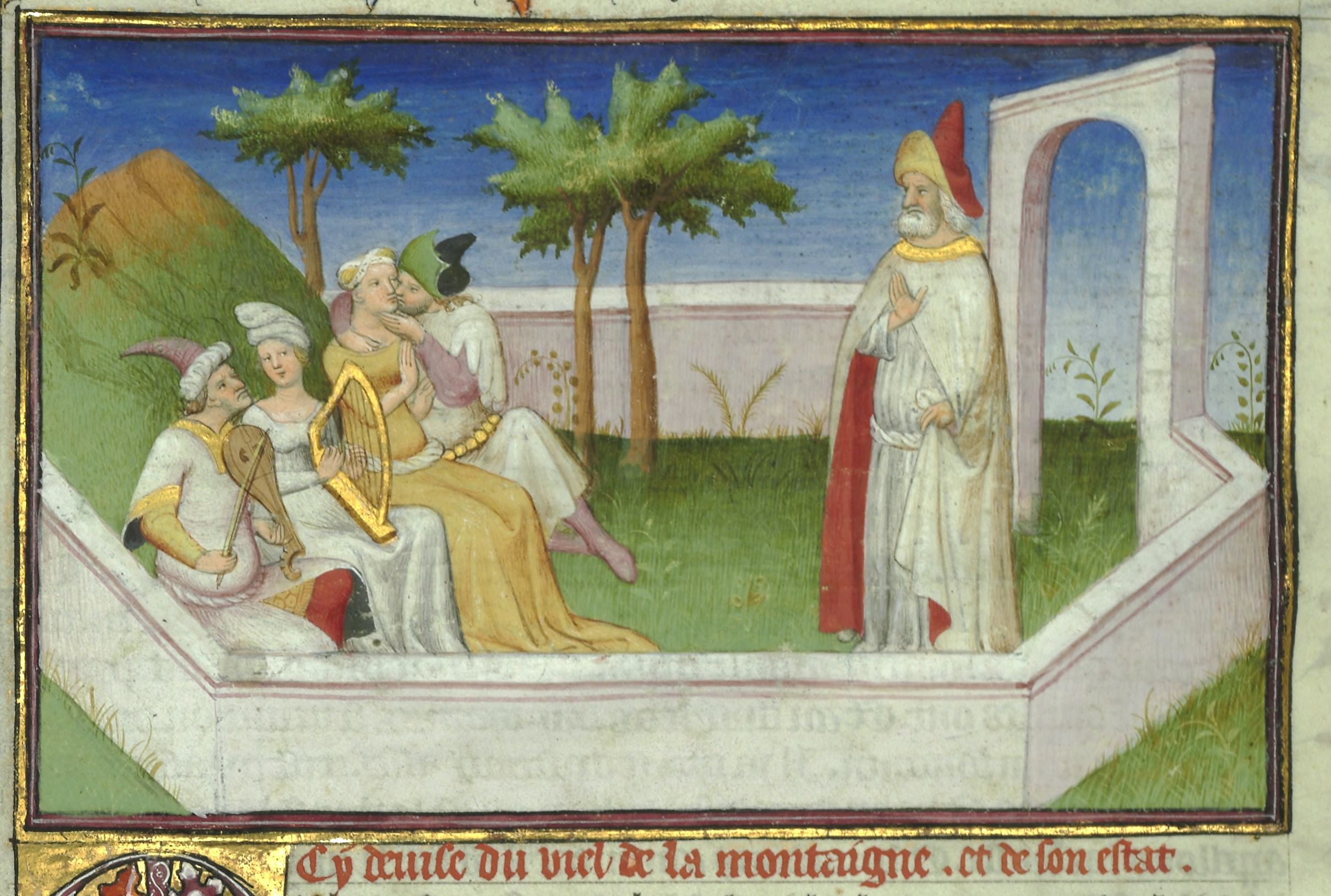
Il "Vecchio della montagna" in una miniatura del Livre des merveilles, 1410

Vecchio della Montagna o Veglio della Montagna è l'espressione utilizzata da Marco Polo ne Il Milione per indicare Ḥasan-i Ṣabbāḥ, maestro della setta ismailita dei nizariti in Persia.
In seguito l'espressione servì a identificare il suo successore Rashid ad-Din Sinan, che agì in Siria.

## NelMilione
Il racconto di Marco Polo descrive un luogo protetto da un castello fra le montagne in cui il capo aveva creato un paradiso terrestre con cibo e divertimenti come quelli descritti da Maometto, con vino, latte e miele e dove i giovani da lui selezionati provavano tutti i piaceri della vita. Da questo luogo i predestinati potevano entrare e uscire solo profondamente addormentati.
Quando il Vecchio aveva bisogno di un assassino, faceva cadere un adepto in un sonno profondo tramite oppio o hashish (da cui il termine "assassini") e lo faceva svegliare fuori dal "paradiso". Il malcapitato, disperato e confuso, sarebbe potuto rientrare solo dopo aver portato a termine la propria missione e quindi avrebbe fatto tutto quanto richiestogli.
(Marco Polo, Il Milione, cap. 41. Traduzione italiana di Maria Bellonci)

## In altre fonti
Fonti arabe, persiane e perfino cinesi illustrano la storicità della vicenda. Il persiano Ḥasan-i Ṣabbāḥ fu iniziatore della diramazione musulmana sciita detta degli ismailiti, considerata eretica dai sunniti e dagli sciiti duodecimani; dopo esserne diventato gran maestro nel 1107, nel 1109 s'impadronì della fortezza di Alamūt, che diventò centro del suo potere.
Fra le denominazioni usate dagli autori musulmani per i seguaci di al-Hasan quella di "hashishiyyah" risulta rarissima, tuttavia è quella che allude all'hashish, che secondo alcune versioni delle leggende somministrava nel "paradiso terrestre" riservato ai suoi adepti, e che dovette predominare nell'uso popolare così da dar origine al vocabolo europeo "assassino", termine usato in Occidente fin dal XII secolo (nel generico significato di omicida, "assassino" è utilizzato già da Dante nell'Inferno).
Anche le fonti orientali riferiscono dell'inebriamento e testimoniano del potere assoluto esercitato dal capo: la dottrina ismailita ammetteva del resto l'omicidio politico, con una spregiudicatezza che consentì di allearsi persino con i Crociati.
Nel 1256, sotto il regno del Gran Mastro 'Ala' al-Din, terzo successore di al-Hasan, i Mongoli di Hulagu Khan espugnarono la fortezza ritenuta imprendibile.